# Raymundo Jardón
Raymundo Jardón Herrera (Tenancingo, Estado de México, 21 de enero de 1887-Monterrey, Nuevo León, 6 de enero de 1934) fue un sacerdote católico, diocesano, que por 21 años ejerció su ministerio como párroco de la Catedral de Monterrey.

## Biografía

### Infancia
El P. Raymundo Jardón Herrera nació en Tenancingo, Estado de México el 21 de enero de 1887 hijo del jornalero Jacinto Jardón y Paula Herrera. A los tres días de nacido recibió el sacramento del bautismo en la Parroquia de San Francisco en Tenancingo.

### Sacerdocio
Contando con el apoyo del párroco de su pueblo ingresó al Colegio Pío Gregoriano de Tenancingo. El obispo de Cuernavaca Mons. Francisco Plancarte y Navarrete lo llevó al seminario de dicha ciudad, y al ser nombrado Arzobispo de Linares determinó llevarlo también con él.  Fue ordenado sacerdote en la Catedral de Saltillo en el año de 1913. Cantó su primera misa en Cuernavaca para después trasladarse a Monterrey y ejercer su ministerio como párroco de la Catedral. Durante la persecución religiosa, fue desterrado del país en dos ocasiones.

### Muerte
Falleció el 6 de enero de 1934, a los 46 años. Una gran cantidad de personas se hizo presente durante su funeral, se dice que cuando los primeros carros del cortejo fúnebre llegaron al Panteón del Carmen los últimos apenas estaban saliendo de la Catedral de Monterrey, una distancia equivalente a veinte cuadras.

## Causa de Beatificación
Conociendo la fama de santidad del fallecido sacerdote Raymundo Jardón, el 15 de agosto de 1987 el Excmo. Sr. don Adolfo Suárez Rivera, Arzobispo de Monterrey, constituyó el Tribunal de la Causa de Canonización del padre Jardón. El 27 de febrero de 1991  la Congregación para las Causas de los Santos autorizó la introducción de la Causa del Siervo de Dios, Raymundo Jardón Herrera.
El 21 de enero de 2017, el papa Francisco firmó un decreto en el que se declara “Venerable” al Siervo de Dios Raymundo Jardón Herrera, así la Congregación para las Causas de los Santos aprobó la práctica de las virtudes en grado heroico del padre Jardón, quien es tomado como un ejemplo de amor por los más necesitados.